# FK 제타
FK 제타(세르비아어: Фудбалски клуб Зета, 영어: FK Zeta)는 몬테네그로의 축구 클럽이다. 연고지는 골루보브치로, 수도인 포드고리차 근교에 있다.
제타는 1927년에 FK 다니카(FK Danica)로 만들어졌다. 그 후 1945년에 FK 나프레닥(FK Napredak)으로 바꾸었다가, 1955년에 현재의 이름으로 바꾸었다.
2006-07 시즌 우승 팀 자격으로 UEFA 챔피언스리그 2007-08에 진출하였으나, 1차예선을 통과하고 2차예선에서 스코틀랜드의 레인저스 FC를 만나 탈락하고 말았다.

## 역대 성적
- 몬테네그로 1부 리그

우승 : 2006-07
준우승 : 2007-08

## 선수 명단

### 역대
- 니콜라 크르스토비치(2016 ~ 2019)
- 이반 부코비치(2004 ~ 2006)

## 같이 보기
- 골루보브치
- 포드고리차